# Верховинці
Верхови́нці — народна назва гуцулів, бойків та лемків, які мешкають на обох схилах Українських Карпат і частково на Пряшівщині (Словаччина). Живуть на Верховині. Частіше за все верховинцями називають себе бойки.